# Купольный дом
Купольный дом (или купольное домостроение) считается относительно новым направлением в жилой архитектуре, несмотря на многовековую историю купольных жилых конструкций (многие народности строили купольные дома: юрты, чумы, вигвамы, яранги).
Родоначальник купольного домостроения в современном виде Ричард Бакминстер Фуллер (1895—1983) — американский архитектор, дизайнер, инженер и изобретатель. Он предложил революционную для своего времени идею купольного жилого дома. По версии Фуллера дом был полностью автономным, имел минимальное потребление ресурсов благодаря ряду изобретенных автором устройств и должен был решить проблему доступного жилья в послевоенной Америке. Дом, предложенный изобретателем, так и не получил массового распространения, было изготовлено всего 2 экземпляра, но сама идея купольных построек сотового типа или геодезических куполов активно применяется в архитектуре.
С 1970-х годов в США возникла новая волна увлечения купольным домостроением.
Чаще всего купольные конструкции применяют в тех случаях, когда необходимо получить максимальный объём помещения при минимальном весе конструкции. Как правило, это выставочные центры, спортивные стадионы, промышленные здания или научные объекты.
Основными пользовательскими характеристиками, по которым люди выбирали купольный дом, были его необычный внешний вид, свободная планировка внутренних помещений из-за отсутствия внутренних опорных стен и колонн, возможность установки в сейсмически неблагополучных районах, минимальные требования к фундаменту, относительная дешевизна постройки и, нередко, эзотерическая составляющая (как правило, данные в этой области нерациональны и бездоказательны).
Купольный дом имеет следующие преимущества:
- Высокая устойчивость к ветровым нагрузкам, благодаря аэродинамической форме.
- Высокая сейсмическая стойкость. Сферический купол Фуллера, построенный из треугольных элементов, имеет очень равномерное распределение нагрузок по всей плоскости каркаса и не теряет устойчивости при разрушении до 30 % каркаса.
- Благодаря небольшому весу конструкции не требуется дорогой фундамент.
- Свободная планировка внутренних помещений, не ограниченная колоннами и распорками.
- Эстетика и футуристический внешний вид.
- Энергоэффективность. Купольный дом имеет меньшую площадь теплоотдачи и улучшенную естественную конвекционную вентиляцию, поэтому его проще и дешевле отопить или остудить.
- Акустика. В купольном доме меньше слышны внешние шумы.
- Строительство купольного дома дешевле, чем постройка прямоугольного здания с таким же полезным объёмом.